# Orquesta Juvenil Universitaria Eduardo Mata
La Orquesta Juvenil Universitaria Eduardo Mata (OJUEM) es una orquesta fundada en 2011 como parte de la Escuela Nacional de Música (ahora Facultad de Música) de la Universidad Nacional Autónoma de México para desarrollar habilidades en jóvenes músicos mexicanos. La orquesta está formada por músicos entre los 16 y 35 años de edad. En sus inicios, sólo contaba con alumnos y alumnas de la Escuela Nacional de Música de la misma universidad, pero admite a alumnos de otras escuelas. Su sede es la Sala Nezahualcóyotl. Entre los directores invitados de la orquesta están Jan Latham-Koenig, Moshe Atzmon, Ronald Zollman, Marco Parisotto, Avi Ostrowsky, Rodrigo Macías e Iván López Reynoso. El nombre de la orquesta rinde homenaje al director y compositor morelense, Eduardo Mata.
El primer director artístico de la orquesta fue Rodrigo Macías. A noviembre de 2016, el director artístico de la OJUEM es Gustavo Rivero Weber.
En 2011, la OJUEM acompañó al músico argentino Fito Páez en una presentación de su álbum Canciones para aliens. Se ha presentado en los estados mexicanos de Guanajuato, Michoacán, Querétaro, Morelos, Guerrero y, además de sus temporadas regulares, en varios eventos en la Ciudad de México, como el Festival de Piccolo. También se ha presentado en Roma